# 阿薩卡
阿薩卡是烏茲別克的城市，由安集延州負責管轄，位於該國東部，距離首府安集延約20公里，海拔高度505米，該鎮設有全國首間汽車組裝工廠，2009年人口60,537。
40°38′N 72°14′E / 40.633°N 72.233°E